# محوطه ماشکید ۱۰
محوطه ماشکید ۱۰ مربوط به هزاره ۴ قبل از میلاد است و در شهرستان سراوان، بخش جالق، ۱۸ کیلومتری شمالغرب شهر جالق، منطقه آب سردین واقع شده و این اثر در تاریخ ۲۸ اسفند ۱۳۸۵ با شمارهٔ ثبت ۱۸۶۹۹ به‌عنوان یکی از آثار ملی ایران به ثبت رسیده است.